# Federico Sirianni
Federico Sirianni (Genova, 3 settembre 1968) è un cantautore italiano.

## Biografia

### Gli anni '90: Tra La Giostra dei Pazzi ed il Premio Tenco
Nei primi anni novanta, assieme ad Augusto Forin, Marco Spiccio e Fabrizio Casalino fonda il gruppo La Giostra dei Pazzi, con cui vince il Festival degli sconosciuti a Campione d'Italia nel 1992.
Parallelamente all'attività col gruppo, Sirianni portava in avanti la propria carriera di cantautore e nel 1993 partecipa al premio Tenco come miglior esordiente con i tre brani Caldo da impazzire, Estranei ed I canti di Natale.
Nel 1994 vince il Premio Regionale Ligure per la Musica.
Sono di questi anni alcune proficue frequentazioni con il teatro di Luca Bizzarri e Paolo Kessisoglu, coi quali scrive alcuni spettacoli di teatro canzone che verranno poi messi in scena nei teatri genovesi.
Con il regista Sergio Maifredi mette in scena Delitti esemplari in concerto, tratto dal testo di Max Aub e, con la collaborazione di Giorgio Gallione realizza lo spettacolo Leggende metropolitane.

### Anni 2000: Tra Molotov Orchestra e carriera solista
Dopo un lungo viaggio nell'est Europa post sovietica, forma la Molotov Orchestra con cui intraprende una intensa attività di concerti e registra nel 2002 il primo album Onde Clandestine, prodotto da Giangilberto Monti.
Nel 2004 rappresenta Genova - Città della Cultura presso la Literature Hause di Monaco come esponente nell'ambito musicale di Genova - Città della Cultura. Sono poi dello stesso anno la partecipazione alla prima edizione del Mantova Musica Festival ed il ricevimento del Premio Recanati della Critica con la canzone Alle 7 della sera.
Nel 2006 esce il secondo lavoro discografico Dal basso dei cieli, che contiene il brano Perché la vita con cui si aggiudica il Premio Bindi.
Affascinato dalla cultura sudamericana, nel 2007 riprende a fare teatro e mette in scena Soy poeta y nada más, reading-concerto dedicato alle poesie del portoricano Pedro Pietri, grazie al quale viene invitato al Festival internazionale di poesia di Genova. 
Sempre nel 2007 è invitato in Grecia ad Atene, Kilkis e Salonicco con lo spettacolo d'arte varia Amarkord Varieté, produzione greco-italiana, con la partecipazione di Jango Edwards e nel 2009 rilegge l'opera di John Fante Chiedi alla polvere, realizzando insieme a Silvia Bacigalupo il reading-concerto Chiedete di Camilla Lopez con cui viene invitato al Festival John Fante di Torricella Peligna.
Nel 2010 riceve il Premio Lunezia DOC per il valore musical-letterario delle sue opere.
Nel 2013 pubblica il suo terzo album in studio, Nella prossima vita, prodotto ancora da Giangilberto Monti e suonato ed arrangiato insieme agli Gnu Quartet . 
Nel dicembre dello stesso anno esce Vinile di Natale - Dio dei Baraccati, album stampato in vinile in sole 100 copie numerate: 7 tracce inedite - tra cui "Ascoltami o Signore", cantata con la cantautrice genovese Maria Pierantoni Giua - più una poesia di natale scritta e declamata dal poeta torinese Guido Catalano.
Nel 2016 pubblica per Miraggi Edizioni il libro cd "L'uomo equilibrista", una sorta di diario di incontri e aneddoti di 20 anni di musica in giro per Italia ed Europa e nel novembre dello stesso anno esce il nuovo album Il santo che vede come ospiti, tra gli altri, Gnu Quartet,
Giua, Paolo Bonfanti e Arturo Brachetti  . La canzone "Ascoltami o Signore" riceve la Menzione speciale del Club Tenco per il festival Musica contro le  mafie.
Tra una pubblicazione e l'altra è tutor per il progetto "Cantautori nelle scuole" della Regione Liguria, e tiene corsi di songwriting alla Scuola Holden di Torino. Viene inoltre invitato all'università di Innsbruck per un laboratorio sulla canzone d'autore italiana.
Nel giugno del 2021 pubblica il quinto album in studio "Maqroll", ispirato al marinaio gabbiere dei racconti e delle poesie dello scrittore colombiano Alvaro Mutis e prodotto da Raffaele Rebaudengo degli GnuQuartet e dal produttore di musica elettronica Filippo FiloQ Quaglia. L'album entra nella cinquina di finalisti per la Targa Tenco 2022 nella categoria "Miglior album dell'anno" e, nel dicembre dello stesso anno, riceve il Premio Città di Quiliano per la canzone d'autore. Nel 2022 partecipa al documentario "La nuova scuola genovese", oggi su Prime Video, che tratta il rapporto tra il cantautorato e il rap ligure di nuova generazione. 
Nel 2023 realizza insieme al violinista e compositore Michele Gazich un album su scritti inediti di Michele L. Straniero, l'inventore del Cantacronache, "Domani si vive e si muore".
Nel 2024 pubblica il singolo "La promessa della felicità" che entra nuovamente nella cinquina di finalisti per la Targa Tenco nella categoria "Miglior canzone dell'anno" e vince il Premio Bertoli.
Nel 2025 pubblica il nuovo album "La promessa della felicità" per Squilibri editore, prodotto artisticamente da Michele Gazich.

## Discografia

### Album in studio
- 2002 - Onde clandestine (Shinseiki-Warner)
- 2007 - Dal basso dei cieli (Upr-La Casa) - (ripubblicato nel 2009 dall'etichetta Leart con l'aggiunta dell'inedito Picchiagosto)
- 2013 - Nella prossima vita (Incipit Records) con gli Gnu Quartet
- 2013 - Vinile di Natale - Dio dei Baraccati (uscito in vinile con 100 copie numerate)
- 2016 - Il Santo
- 2021 - Maqroll
- 2023 - Domani si vive e si muore (Block Nota, BN CD 036; con Michele Gazich)
- 2025 - La promessa della felicità (Squilibri editore)

### Partecipazioni
- Compilation: Rustico Cd (1994), Ballaveloce Vivilento (2002), Tavagnasco Rock (2003), Mantova Musica Festival (2004), Premio Recanati (2004), Raccol(i) ta dei Rancorosi: omaggio a Vinicio Capossela (2007), Il diverso sei tu (2007).

## Premi e riconoscimenti
- 1992 - Festival degli sconosciuti di Ariccia - Premio Regionale Ligure per la canzone d'autore
- 1993 - Premio Tenco come miglior esordiente
- 2004 - Premio Recanati della Critica
- 2006 - Premio Bindi
- 2010 - Premio Lunezia DOC per il valore musical-letterario delle sue opere
- 2016 - Menzione Speciale Club Tenco per Musica contro le mafie
- 2022 - Premio Città di Quiliano
- 2024 - Premio Bertoli

## Libri
- 2016 - L'uomo equilibrista. I vent'anni di musica sul filo, Miraggi Edizioni